# 高野真太郎
高野 真太郎（たかの しんたろう、1979年10月20日 - ）は、日本のミュージシャン。元CHARCOAL FILTERのドラマー。

## 来歴
東京都出身。身長171cm。慶應義塾高等学校中退。
アルバム曲ではあるが「雨が上がれば夏が始まる」や「Love」などの作曲も行っており、主に作曲を担当している小名川高弘や安井佑輝の楽曲とは一味違う曲を世に送り出している。また、シングル「one Days」の隠しトラックでは、ヴォーカルを務めている。
2005年夏にはパラソルパラサイトのサポートをした。同年秋からHARRY（元THE STREET SLIDERS）のライヴやレコーディングのサポートを行っている。

## 略歴
CHARCOAL FILTERの略歴も併せて参照のこと
- 1979年　東京都に生まれる。
- 1986年　慶應義塾幼稚舎入学。大塚雄三と出会う。
- 1995年　小名川高弘・安井佑輝とバンド結成。
- 1996年　バンドに大塚雄三が加入し、学園祭にて初ライヴ。
- 1999年　CHARCOAL FILTERとしてシングル『I start again』にてメジャーデビュー。
- 2005年　パラソルパラサイト・HARRYをサポート。

## エピソード

### 生い立ち
- 両親の影響で物心つく前からスキーをしていた。10歳頃、アルペン（競技スキー）で東京都4位になるほどであったが、腰を痛めて断念。今でも腰が弱く、特に冬場が辛い。
- 高校1年を2回、高校2年を2回やって中退。中退する少し前、母親が電話で安井に相談した。
- デビュー前、高野が高校に在籍していたおかげで、他のメンバーが大学生でも「高校生が所属するバンド」という理由で、様々な高校の文化祭に出場することができた。

### 音楽的側面
- 本来は右利きだが、ドラムをやる上では両利きが有利だと考え、訓練して現在ではほぼ両利きに。
- 以前はスタジオに籠もるのが嫌いで、レコーディングの際に小名川を度々悩ませていたが、『MADE IN Hi-High』製作の頃から少しは好きになったと明かしている。
- CAMEL WIZARDの小川内真悟の影響でアサラト（アフリカの民族楽器）に凝っているが、一日中鳴らしているため、大塚に少々鬱陶しがられている。

## 参加作品
いずれもサポートドラマーとして参加
- HARRY 『HOW DO WE LIVE』 （2006年5月1日）
- Konagawa Takahiro 『The first tears』 （2006年7月19日）